# Anton Johan Wrangel (Admiral, 1679)

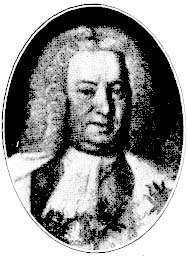
Anton Johan Wrangel der Ältere

Anton Johan Wrangel (der Ältere) (* 20. Oktober 1679 in der Nähe von Reval; † 17. April 1762 in Stockholm) war ein schwedischer Graf und Admiral der schwedischen Marine.

## Familie

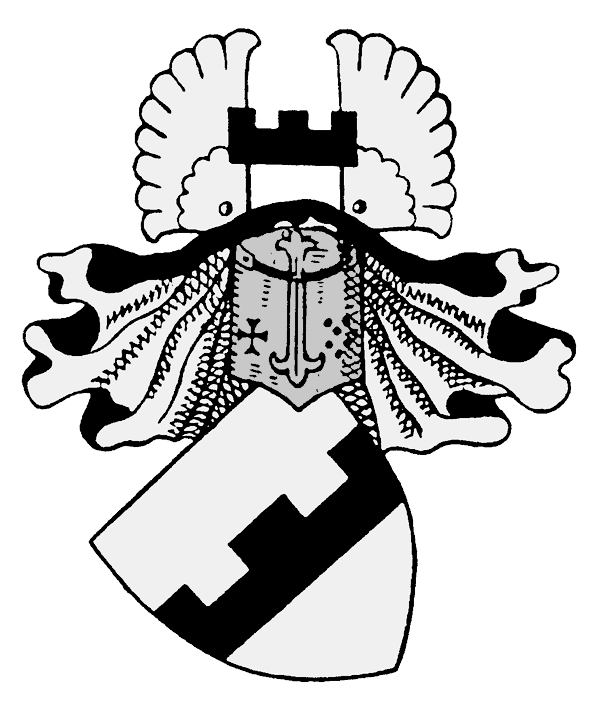
Wappen derer von Wrangel

Anton Johan Wrangel war der Sohn von Kapitän Tönnes Johan von Wrangel af Sauss und dessen Frau Anna Margreta Ramm. Sein Bruder war Otto Reinhold Wrangel (1681–1747) der spätere königlich schwedische Generalmajor der Infanterie. Der Vater entstammte dem Wrangel-Familienzweig Linie Itfer.
Er heiratete im Jahre 1716 Katarina Sofia Kruuse. Aus dieser Ehe stammen der spätere Oberst Johann Reinhold Wrangel (1717–1794) und der spätere Admiral und Oberkommandant von Karlskrona, sowie Oberbefehlshaber der schwedischen Flotte Anton Johan Wrangel (der Jüngere; 1724–1799). Nach dem Tod seiner ersten Frau heiratete er 1742 die Gräfin Anna Sofia Spens.
Im Jahr 1747 wurde er in den Freiherrenstand erhoben. Ein Jahr später wurde er zum Ritter des königlichen Seraphinenorden ernannt.
Am 22. November 1751 wurde er in den Grafenstand erhoben. 1752 erfolgte für ihn die Aufnahme bei der Freiherrenklasse der schwedischen Ritterschaft (Nr. 219).

## Militärische Laufbahn
Wrangel schlug zeitig die militärische Laufbahn ein, er wurde im Alter von 21 Jahren zum Konstapel ernannt. In den folgenden Jahren diente er in der niederländischen und englischen Marine. 1704 kehrte er nach Schweden zurück und wurde befördert zum Oberleutnant zur See.
Es folgte 1709 die Ernennung zum Kapitän des Linienschiffes Verden und die Versetzung in das Seegeschwader von Carl Raab. Die Flotte kreuzte in den Gewässern vor der Küste der schwedischen Provinz Finnland. 1715 wurde Wrangel zum Kommandeur des Orlogschiffes Wrangel ernannt. Das Kriegsschiff trug den Namen derer von Wrangel als Anerkennung für die Dienste der Familie für die schwedische Krone.
Im Jahr 1719 wurde Wrangel im Seegefecht bei Ösel vom russischen Kommandeur Senjawin besiegt und gefangen genommen.
Nach dem Frieden von Nystad kehrte Wrangel 1722 nach Schweden zurück.
Er wurde 1736 zum Schoutbynacht ernannt, 1740 zum Vizeadmiral und Oberkommandant von Karlskrona. Des Weiteren wurde Wrangel zum Reichsrat ernannt. Wrangel gehörte dem politischen Lager der Hattarne („Hüte“) an. Er spielte keine bedeutende Rolle in der Innenpolitik Schwedens.
Die Kriegserklärung gegen Russland im Jahr 1741 wurde von Wrangel selbst nicht unterstützt. Dennoch organisierte er als Oberkommandant von Karlskrona die Aufrüstung und Mobilmachung der schwedischen Marine.